# Die Schatten der Globalisierung
Die Schatten der Globalisierung (im Original Globalization and Its Discontents) ist der Titel eines Sachbuches von Joseph E. Stiglitz aus dem Jahre 2002. In ihm wird die neoliberale Ausrichtung der Globalisierung der Wirtschaft kritisiert. Das Buch wurde in über 30 Sprachen übersetzt.

## Kernthesen des Buches
Stiglitz Anfangskapitel tragen die Titel Was globale Institutionen verheißen und Gebrochene Versprechen. Es geht in ihnen darum, die Bretton-Woods-Institutionen Weltbank und den Internationalen Währungsfonds (IWF) auf ihre Verheißungen und ihre Gründungsprogrammatik aus dem Jahre 1944 zu prüfen. Die Versprechen von damals seien gebrochen, Kurskorrekturen in der Weltwirtschaft seien notwendig.
Die Historie des Bretton-Woods-Abkommens nennt er nur kurz; er behandelt vor allem die aktuelle Politik, speziell die Politik des IWF in den 90er Jahren.
Stiglitz prangert in seinem Buch vor allem die Politik des IWF seit den 80er Jahren als ein großes Hindernis auf dem Weg zu Wohlstand und Entwicklung an. Die marktradikale Ideologie des IWF, so seine Kernthese, habe nicht nur keine Erfolge in Sachen Armutsbekämpfung vorzuweisen, sondern verschärfe im Gegenteil die globale Kluft zwischen Reich und Arm.

## Globalisierungsbegriff
Globalisierung definiert Stiglitz als „die engere Verflechtung von Ländern und Völkern der Welt“ (S. 25). Als ihre Ursachen nennt er
- technische Fortschritte (insbesondere die „enorme Senkung der Transport- und Kommunikationskosten“),
- politische Entscheidungen zum Abbau von Verflechtungshemmnissen.

Seine Bewertung von Globalisierung ist neutral: „Die Globalisierung an sich ist weder gut noch schlecht“ (S. 38). Ihre derzeit negativen Auswirkungen sieht er bestimmt durch die globalen Machtverhältnisse, die es einer mächtigen Minderheit (den „Sonderinteressen der Handels- und Finanzwelt“ der „reichsten Industriestaaten“; S. 36) ermöglichen, „auf Kosten der großen Mehrheit“ (S. 37) von der zunehmenden Verflechtung zu profitieren. Diese Interessengruppen verwirklichen ihren Einfluss durch kaum demokratisch kontrollierte internationale wirtschaftspolitische Organisationen, deren Führungspositionen sie seit 1981 innehatten. Einige ostasiatische Länder, die „sich der Globalisierung zu ihren Bedingungen und in dem Tempo öffneten, das ihnen behagte“ (S. 38), haben in seinen Augen von der Verflechtungszunahme „enorm profitiert“.

## Asienkrise und Transformation in Osteuropa
Die wichtigsten Stützen dieser These sind seine Analysen der Asienkrise von 1997 und der rasante Abschwung der russischen Wirtschaft nach dem Ende der Sowjetunion (Kapitel vier und fünf). In beiden Fällen, so Stiglitz, treffe den IWF eine Mitschuld. Sein Krisenmanagement habe in Asien nicht eindämmend gewirkt, sondern habe entscheidend zur Verschärfung der Krise beigetragen – die wenigen Länder wie etwa China, die sich nicht an die Empfehlungen des IWF gehalten haben, konnten sich vor den Auswirkungen der Krise schützen oder ihre Auswirkungen abfedern.
Stiglitz führt die fehlerhaften Ratschläge auf eine ausschließlich marktzentrierte Politik des IWF zurück, der die Entwicklungs- und Transformationsländer nötigte, ihre Finanzmärkte übereilt zu liberalisieren und alle Kapitalverkehrskontrollen abzuschaffen. Diese Maßnahmen sollten schnellere Investitionen erleichtern, erleichterten jedoch vor allem Kapitalflucht und Devisenspekulation. Mit den liberalisierten Finanzmärkten hätten sich die Staaten vollständig dem Weltmarkt ausgeliefert – wollten sie Kapitalflucht bei einer Krise verhindern oder ihre Währung gegen Spekulationen schützen, so könnten sie dieses nicht durch gesetzliche Regelungen, sondern nur durch eigenes Agieren am Markt, etwa durch Stützungskäufe für die eigene Währung, erreichen. Um diese Stützungskäufe zu tätigen, waren sie wiederum auf die Gnade des IWF angewiesen. Der band seine Kreditzusagen an Bedingungen, die auf rein fiskalischen Kriterien beruhten, nämlich der Geldwertstabilität (keine Inflation), dem Vorrang der Schuldentilgung und ausgeglichenen Handelsbilanzen. So wurden Länder gezwungen, beispielsweise Investitionen ins Bildungssystem zu unterbrechen oder Subventionen für Grundnahrungsmittel einzustellen, um dem IWF einen ausgeglichenen Staatshaushalt präsentieren zu können. Soziale Unruhen wie etwa in Indonesien waren die Folge.
Stiglitz wendet sich auch gegen die These, Subventionsabbau und andere Maßnahmen des IWF seien notwendige Einschnitte, um die Volkswirtschaften zu stabilisieren und langfristig auch den Wohlstand der Bevölkerungen zu sichern. Besonders am Beispiel Russlands und der vom IWF empfohlenen Schocktherapie, das heißt der schnellstmöglichen und mehr oder weniger unkontrollierten Privatisierung der sowjetischen Wirtschaft, weist er den Misserfolg der IWF-Rezepte nach.
Die Wirtschaft wurde privatisiert, bevor auch nur annähernd die Rahmenbedingungen einer Marktwirtschaft geschaffen waren. Stiglitz nennt hier vor allem Rechtssicherheit, ein funktionierendes Steuersystem, Vertrauen der Bürger in demokratische Institutionen, funktionierende Kontrollinstanzen für Banken und Unternehmen. Die hastige Privatisierung der Staatsbetriebe in Russland und die liberalisierten Kapitalmärkte ermöglichten es dagegen den neuen „Besitzern“ der ehemaligen Kollektive diese zu zerschlagen, die einzelnen Bestandteile zu verkaufen und die Erträge ins Ausland zu schaffen. Ökonomische Anreize für eine produktive Nutzung der alten Staatsbetriebe existierten nicht, die Abwicklung dagegen versprach sofortige Milliardengewinne.
Diese konnten dann dank der liberalisierten Kapitalmärkte sofort in US-Dollar umgetauscht werden, der Rubel verlor an Kaufkraft und die Inflation galoppierte.
Die Schadensbegrenzung des IWF wiederum bestand darin, immer neue Milliardenkredite (sogenannte „Bail-Outs“) zu gewähren, mit denen die Regierung von Boris Jelzin den Rubel stützen und die Raubprivatisierung weitertreiben konnte. Das ersehnte wirtschaftliche Gleichgewicht stellte sich bis heute nicht ein, und die Kredite verschwanden ebenso wie die Privatisierungserlöse auf den Schweizer Konten einer neuen Oligarchenclique.
Stiglitz wendet sich allerdings gegen die Ansicht, der im Wesentlichen von den USA abhängige IWF hätte diese ökonomische Demontage Russlands zynisch und absichtlich betrieben; er führt die verfehlte Politik vielmehr auf das zur Ideologie erstarrte Interesse der Finanzwelt an niedriger Inflation und der Furcht vor einem Staatsbankrott bzw. einer kontrollierten Insolvenz zurück. Stiglitz bezeichnet den IWF ganz offen als von den Interessen der Finanzwelt dominiert, die Welthandelsorganisation (WTO) hingegen als Organ der Handelsinteressen.
Mit den vom IWF mehrheitlich vertretenen Interessen des Finanzkapitals erklärt er dessen einseitige, immer gleiche Empfehlungen in jeder Wirtschaftskrise, für jede Volkswirtschaft: Inflationseindämmung um jeden Preis, Vermeidung der Staatsinsolvenz, weitere Privatisierungen. Denn für das Finanzkapital gebe es kein schlimmeres Schreckgespenst als Inflation und Staatsbankrott, die stets Milliardenverluste für die Gläubiger bedeuten (der Gesamtwirtschaft allerdings unter Umständen förderlich sein könnten) – während Privatisierungen in der Regel staatlich gesicherte und garantierte Erlöse abwerfen. Gepaart mit den falschen Empfehlungen des IWF trieben dessen Bail-Outs und Stützungskredite die Entwicklungs- und Transformationsländer also immer tiefer in die Schuldenkrise, anstatt diese einzudämmen.

## Stiglitz’ Empfehlungen
Stiglitz empfiehlt eine Rückbesinnung des IWF auf seine eigentliche Aufgabe: die Intervention bei Krisen der Weltwirtschaft. Die zwangsweise Liberalisierung der Kapitalmärkte als Bedingung für erhaltene Kredite und andere Eingriffe in die innere Wirtschaftsverfassung der Entwicklungsländer lehnt er ab, sie widersprächen demokratischen Prinzipien und dienten meist nur den Interessen der Gläubiger in den Industrieländern. Ein wichtiger Schritt auf diesem Weg ist für ihn deshalb die Abschaffung der strengen politischen Konditionen, mit denen der IWF seine Kredite verknüpft. Sie seien das zentrale Instrument zur Durchsetzung der IWF-Agenda und setzten die Souveränität und die demokratische Kontrolle der abhängigen Staaten faktisch außer Kraft. Die Konditionen sollen durch selektive Kredite ersetzt werden: Länder mit erfolgreichen eigenen Stabilisierungskonzepten erhalten Unterstützung, die Initiative bliebe vor Ort.
Sei die Krise nicht mehr abzuwenden, sollten verstärkt Moratorien und Insolvenzen zum Einsatz kommen, anstatt durch weitere Kredite die Krise aufzuschieben und letztlich den nationalen Schuldenberg zu erhöhen. Um die sozialen Folgen der Schuldenkrisen abzumildern, fordert Stiglitz zudem die Hilfe der Industrieländer beim Aufbau funktionierender sozialer Sicherungssysteme in den ärmeren Regionen der Welt sowie einen Schuldenerlass für überschuldete Staaten.

## Ausgaben
- Globalization and Its Discontents. W. W. Norton, New York 2002, ISBN 0-393-05124-2; ebd. 2003, ISBN 0-393-32439-7 (Taschenbuch); Penguin, 2003, ISBN 0-14-101038-X (Taschenbuch)

deutsch
- Die Schatten der Globalisierung. Aus dem Englischen von Thorsten Schmidt. Siedler, Berlin 2002, ISBN 3-88680-753-3; Bundeszentrale für Politische Bildung, Bonn 2002, ISBN 3-89331-466-0; Goldmann, München 2004, ISBN 3-442-15284-4 (Taschenbuch)